# Барретт, Джерард
Джерард Барретт (англ. Gerard Barrett; род. 31 декабря 1956) — австралийский легкоатлет, специалист по бегу на длинные дистанции, кроссу и марафону. Выступал на профессиональном уровне в 1975—1993 годах, многократный победитель и призёр первенств национального значения, участник летних Олимпийских игр в Москве.

## Биография
Джерард Барретт родился 31 декабря 1956 года.
Впервые заявил о себе в сезоне 1975 года, когда на чемпионате Австралии в Аделаиде стал бронзовым призёром в беге на 5000 метров.
В 1976 году пробежал свой первый марафон — с результатом 2:24:25 одержал победу на чемпионате Квинсленда.
В 1977 году вошёл в состав австралийской национальной сборной и выступил на чемпионате мира по кроссу в Дюссельдорфе, где в гонке на 12 км занял 34-е место.
В 1978 году выиграл марафон в Брисбене (2:12:20).
В 1979 году занял 32-е место на кроссовом чемпионате мира в Лимерике, в беге на 10 000 метров выиграл бронзовую медаль на VII летней Спартакиаде народов СССР в Москве, финишировал четвёртым на Кубке мира в Монреале.
В 1980 году с результатом 2:11:42 выиграл олимпийский отборочный марафон в Аделаиде — тем самым удостоился права выступить на летних Олимпийских играх в Москве. В программе марафона сошёл с дистанции, тогда как в беге на 10 000 метров не стартовал.
В 1981 году выиграл чемпионат Австралии по кроссу в Аделаиде.
В 1982 году победил в дисциплине 10 000 метров на чемпионате Австралии в Брисбене.
После некоторого перерыва в 1985 году возобновил спортивную карьеру, отметился выступлением на чемпионате мира по кроссу в Лиссабоне.
В 1987 году в беге на 5000 метров одержал победу на чемпионате Австралии в Канберре. Стартовал на кроссовом чемпионате мира в Варшаве.
В 1988 году победил на марафоне в Канберре (2:15:07), был третьим на марафоне в Голд-Косте (2:13:33).
Принимал участие в Кубке мира по марафону 1989 года в Милане — показал результат 2:22:32, расположившись в итоговом протоколе соревнований на 61-й строке.
В 1992 и 1993 годах дважды выиграл марафоны в Канберре и на этом завершил спортивную карьеру.